# Hatada Naoki
Naoki Hatada (sinh ngày 11 tháng 9 năm 1990) là một cầu thủ bóng đá người Nhật Bản.

## Sự nghiệp câu lạc bộ
Naoki Hatada đã từng chơi cho Ventforet Kofu, Blaublitz Akita, AC Nagano Parceiro và Gainare Tottori.